# بوهول
الگو:Coordinates type
بُهُل (Bohol) یکی از استان‌های کشور فیلیپین و نیز نام جزیره‌ای است که این استان را در بر می‌گیرد. این استان در مرکز این کشور قرار گرفته است و بخشی از جزیره‌های ویسایا است.
مرکز این استان شهر تاگبیلاران است. جمعیت آن بیش از یک میلیون و یکصد هزار نفر است. مساحت این استان بیش از چهار هزار و یکصد کیلومتر مربع است .
یکی از جاذبه‌های اصلی بهل، مجموعه تپه‌های شکلاتی است که با اشکال منظم مخروطی و پوشیده از درخت در مرکز این جزیره قرار گرفته‌اند.

## نگارخانه

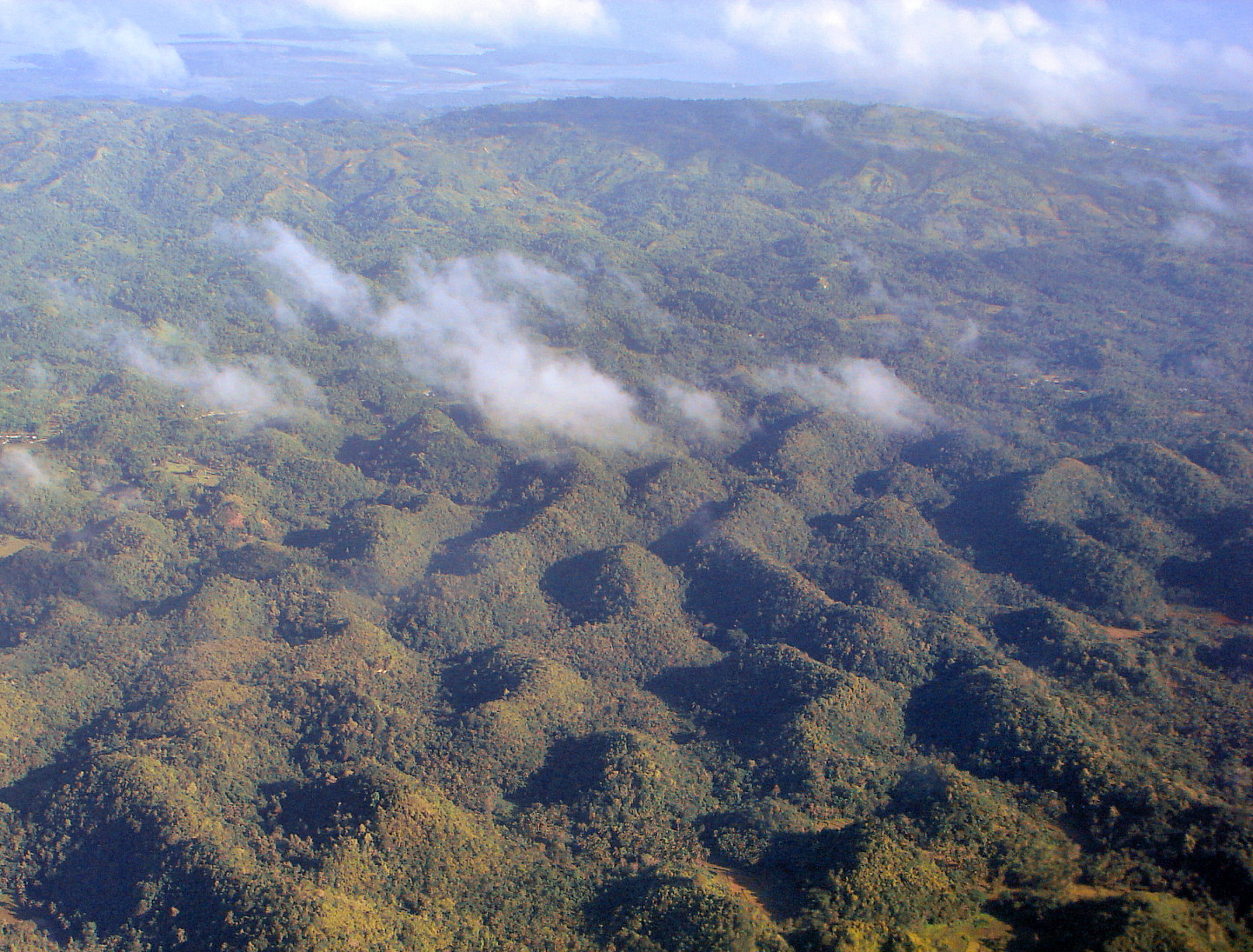
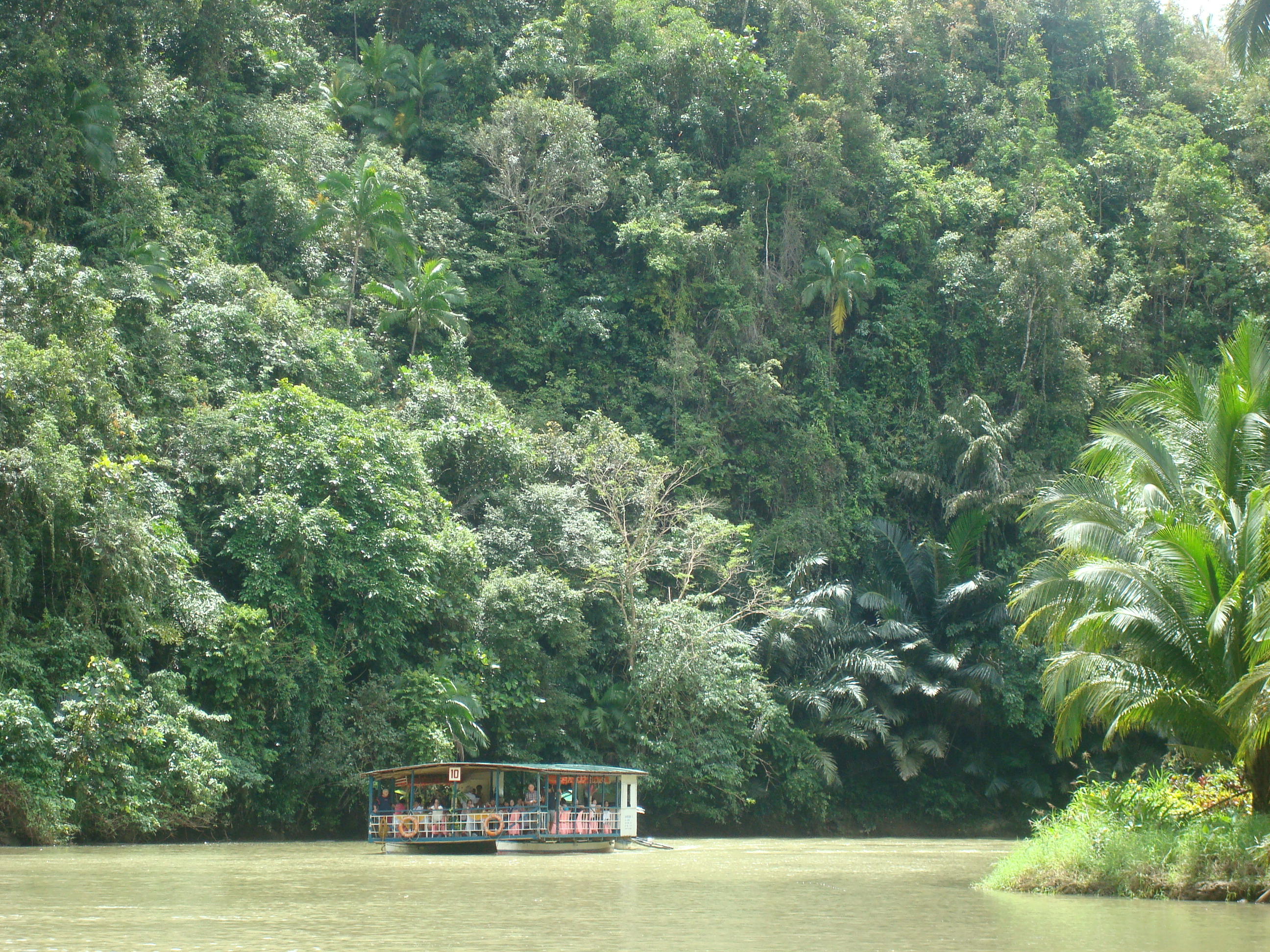
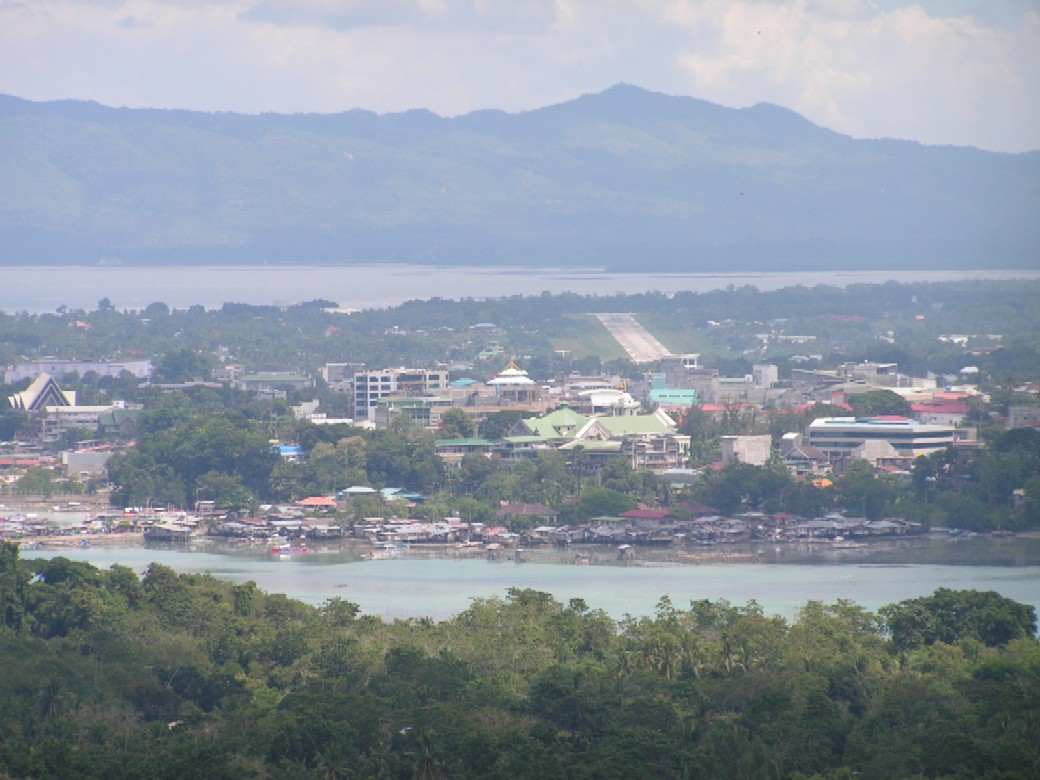
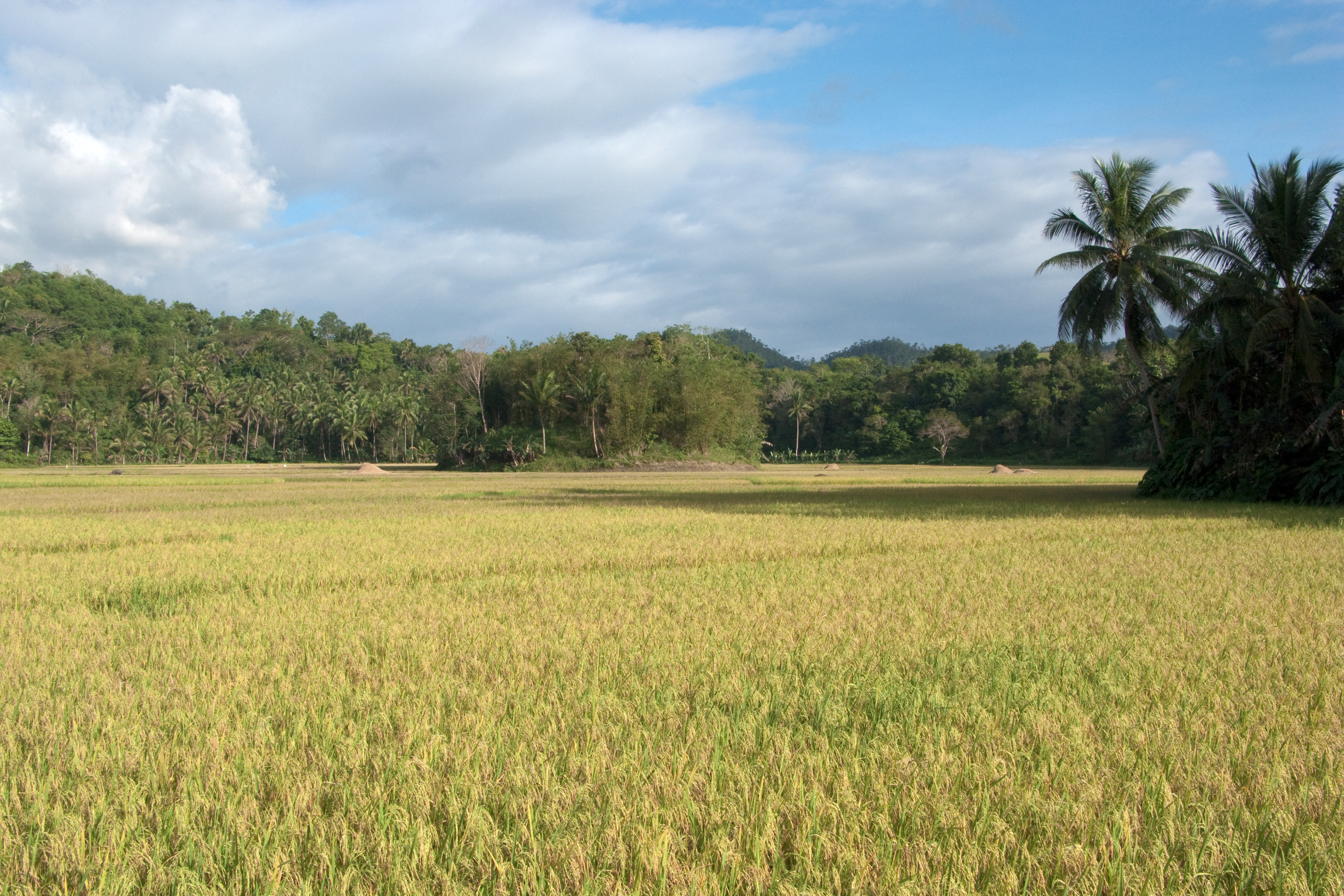
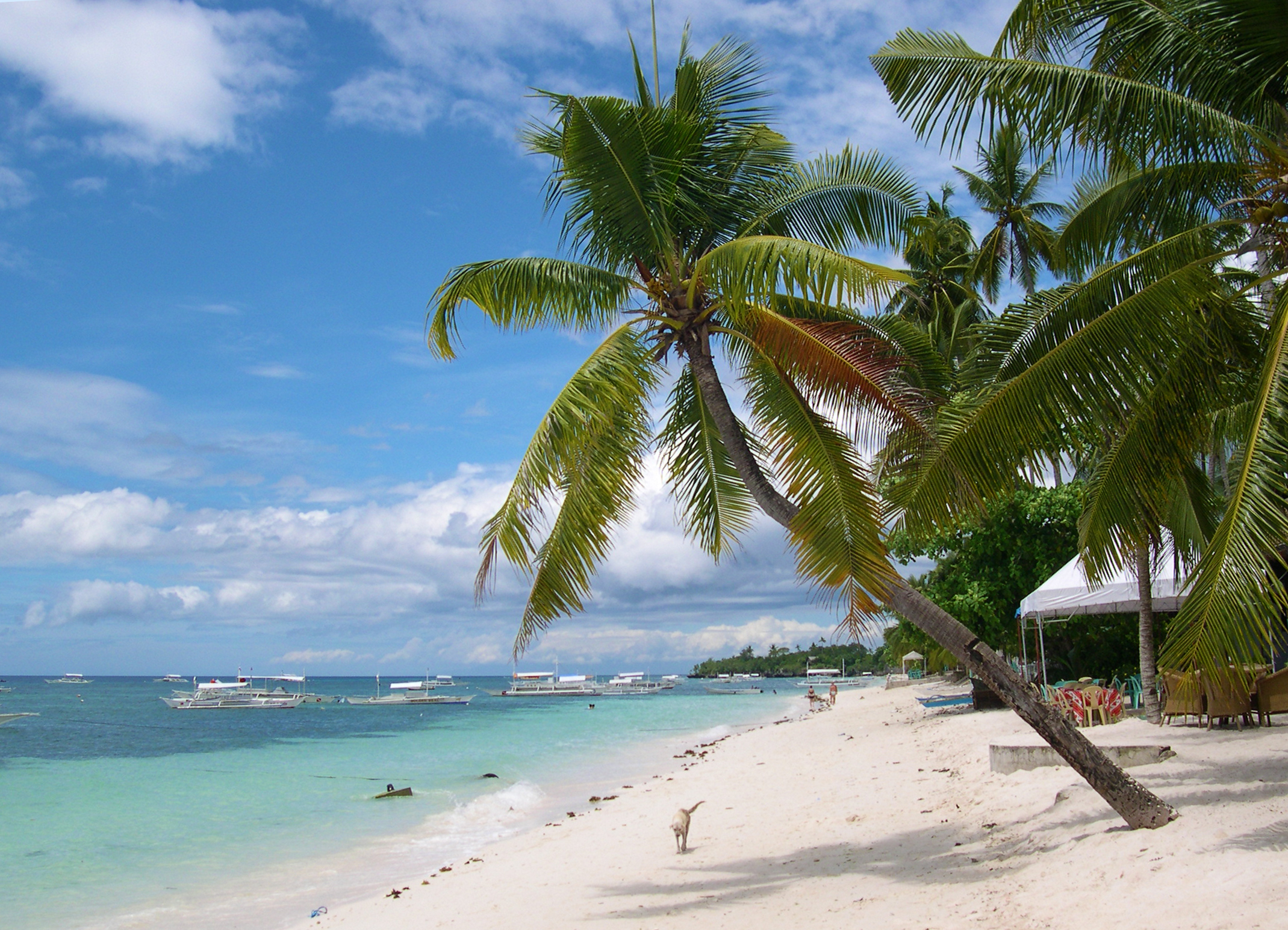
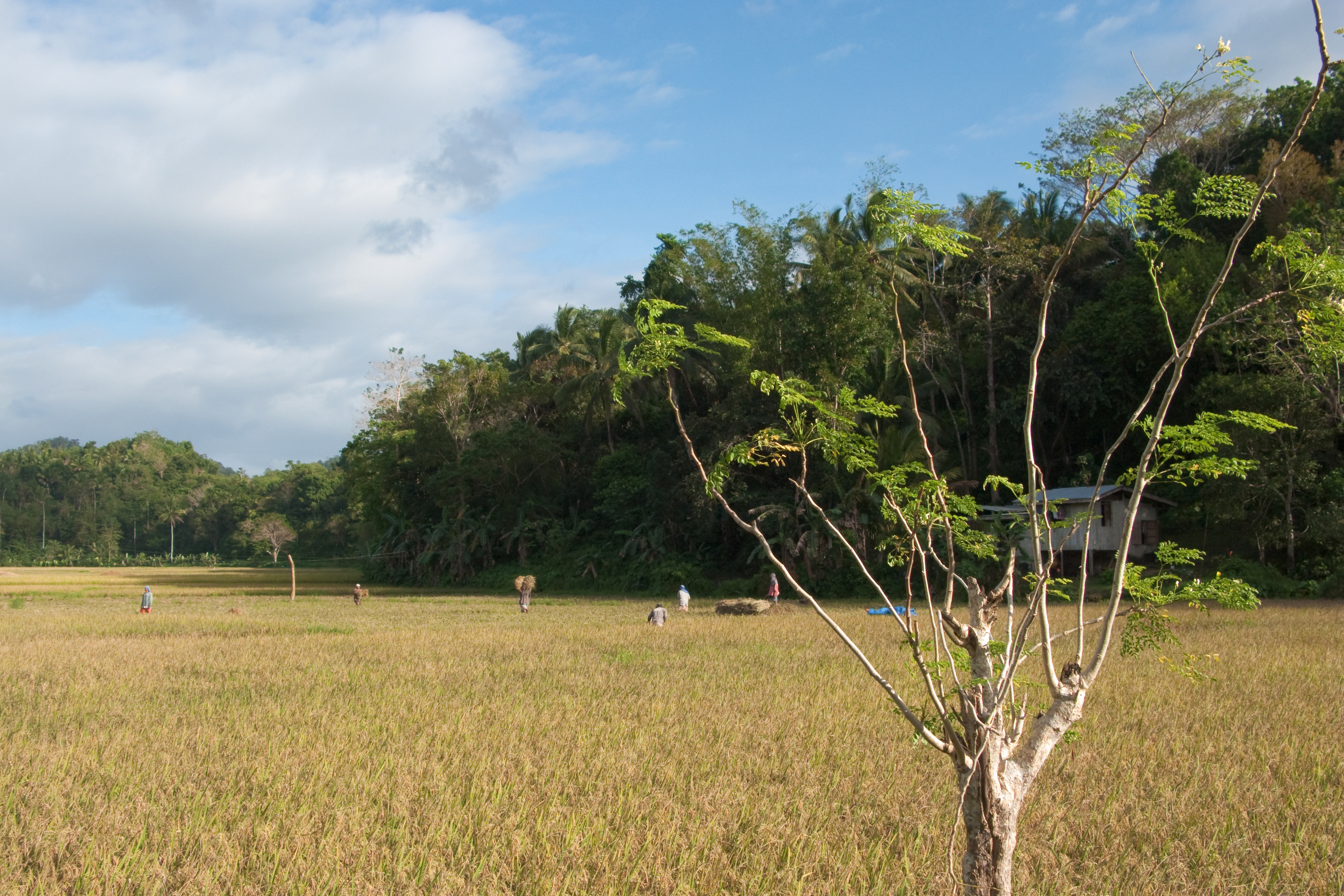
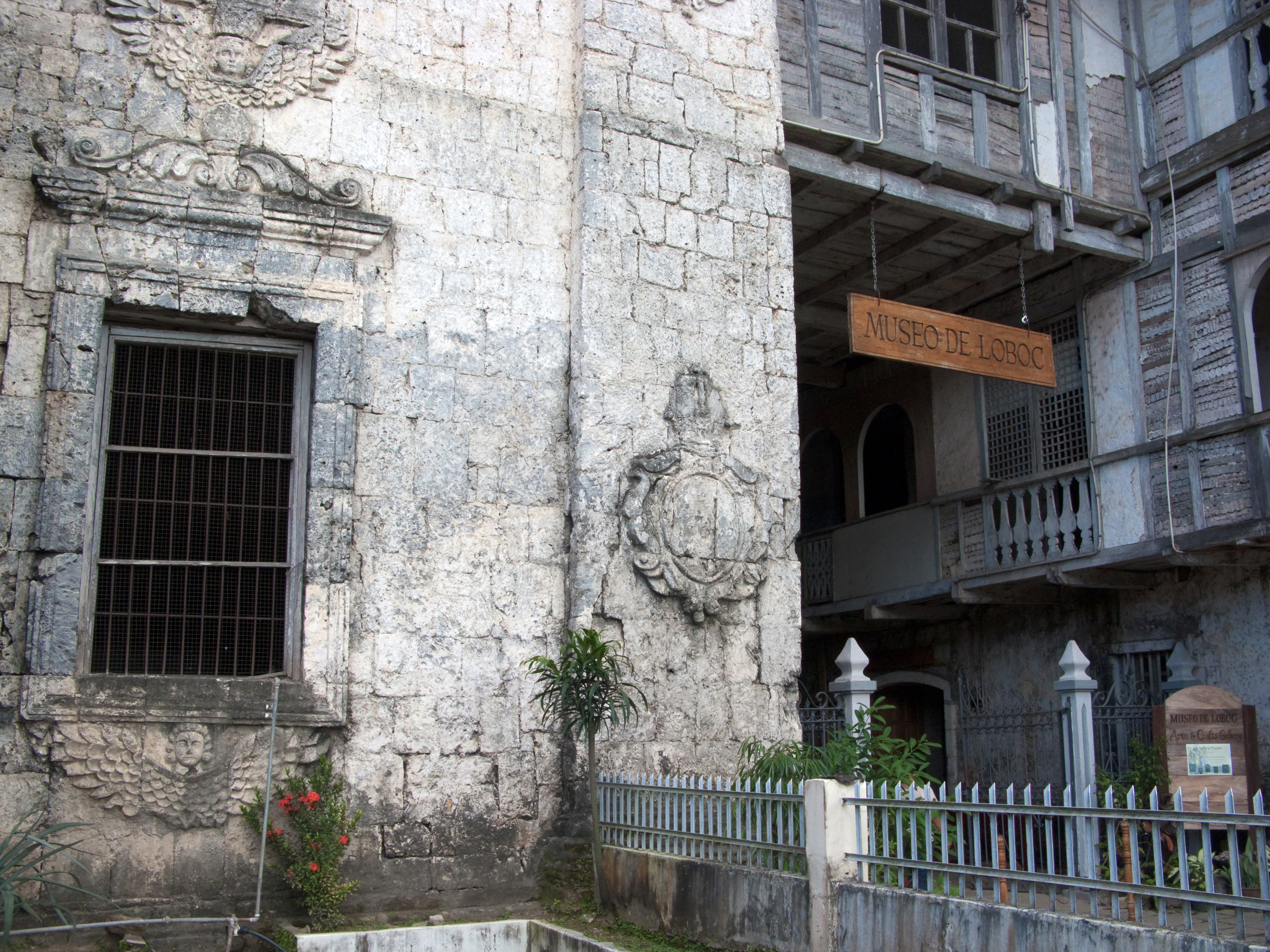